# Basilika Unserer Lieben Frau von den Engeln (Dombrowa)

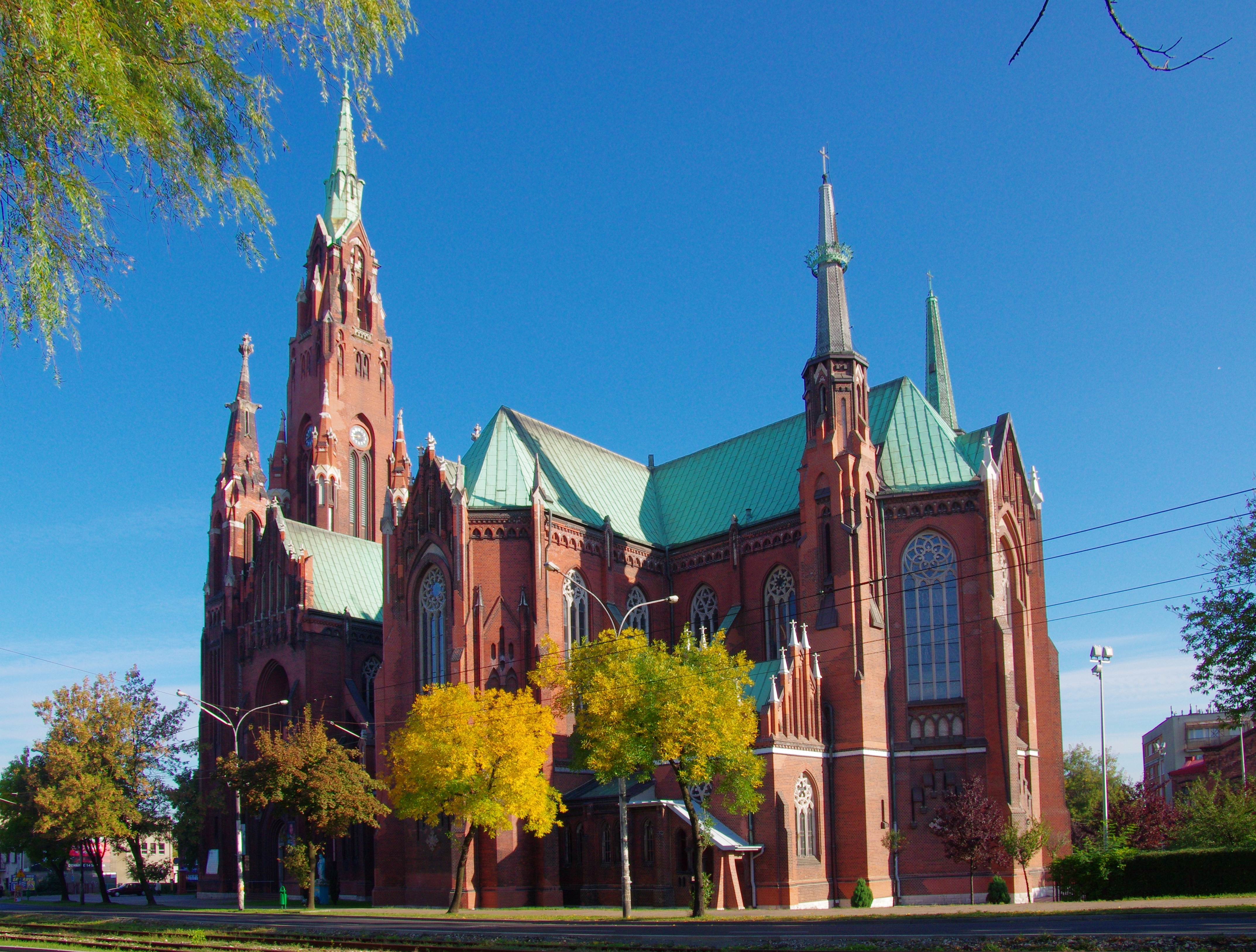
Außenansicht

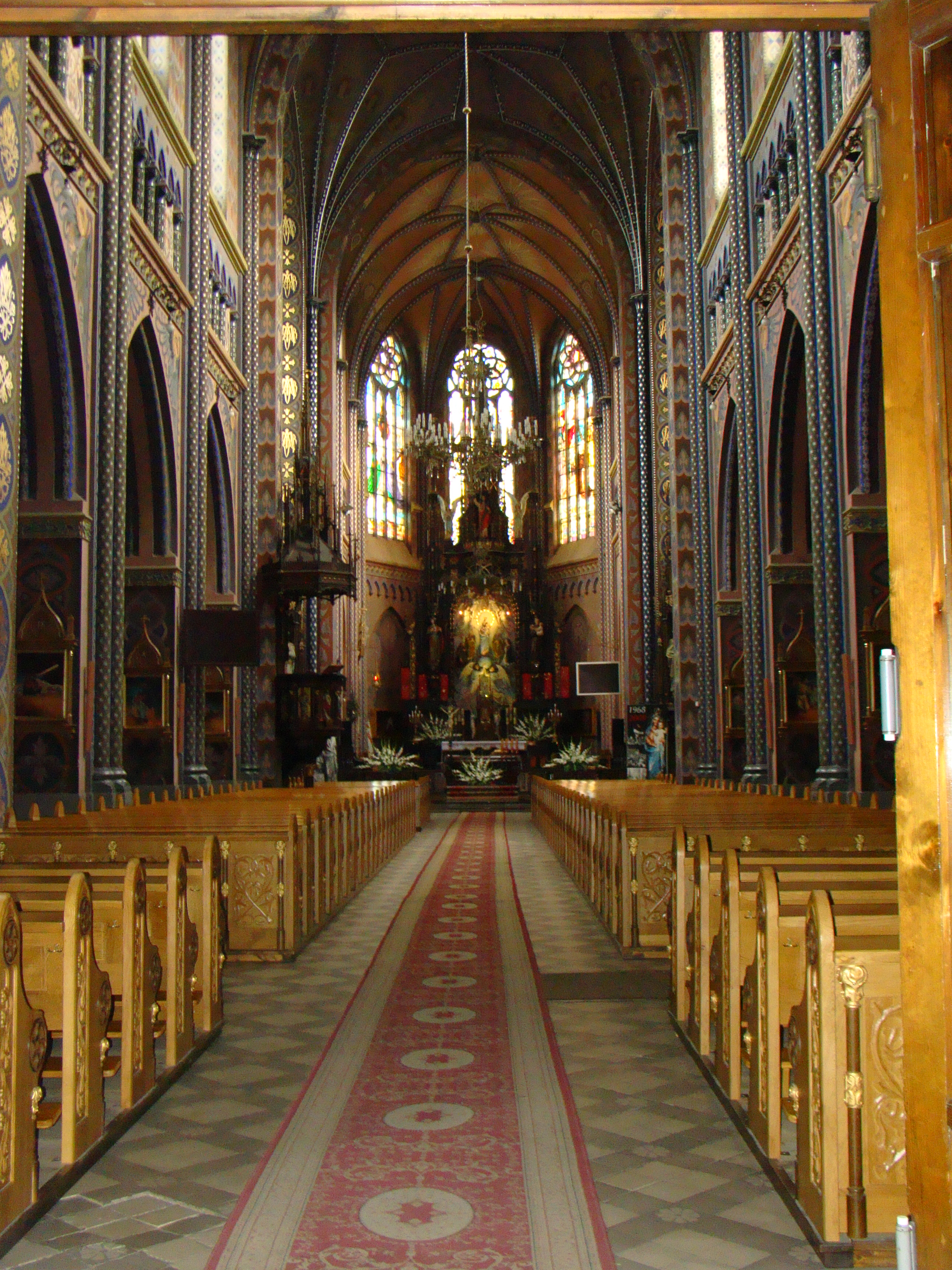
Innenraum

Die Basilika Unserer Lieben Frau von den Engeln (polnisch Bazylika Matki Boskiej Anielskiej) ist eine römisch-katholische Kirche in Dombrowa, Polen. Die Pfarrkirche des Bistums Sosnowiec erhielt das Patrozinium Maria von den Engeln, deren Verehrung in der zweiten Hälfte des 19. Jahrhunderts im Dąbrowabecken begann. Die Kirche trägt den Titel einer Basilica minor und ist als Kulturdenkmal geschützt.

## Geschichte
Als erste Kirche im Dorf Stara Dąbrowa wurde in den Jahren 1875 bis 1877 die Filialkirche St. Alexander als einschiffiger Backsteinbau mit zwei Türmen gebaut. Sie schließt sich heute ohne die Türme als Kapelle an das nördliche Kirchenschiff der Basilika an. Die Gemeinde Unsere Liebe Frau der Engel wurde 1891 vom Kielcer Bischof Tomasz Kuliński gegründet. 1897 wurde das Gemälde „Königin der Engel“ in die Kirche gebracht. Die heutige Pfarrkirche wurde in den Jahren 1898 bis 1912 offiziell als Anbau an die alte Kirche errichtet, da ein Neubau durch die russischen Behörden nicht genehmigt worden war. Die Kirche wurde am 29. September 1912 vom Kielcer Bischof Augustyn Łosiński geweiht. Bereits 1901 erhielt sie durch Leo XIII. den Rang einer Basilica minor verliehen. Die Kirche wurde 1952 gründlich renoviert.

## Architektur
Die dreischiffige Basilika besitzt zwei Querschiffe. Sie wurde nach Plänen von Józef Stefan Pomian-Pomianowski im neugotischen Stil der Weichselgotik errichtet, der auch die Herz-Jesu-Basilika im heutigen Stadtteil Strzemieszyce Wielkie erbaute. Die Kirche hat eine Länge von 68 Metern bei einer Breite von 30 Metern, das Hauptschiff ragt innen 30 Meter hoch. Der 86 Meter hohe Hauptturm wird in der Westfassade von zwei kleineren flankiert, dazu kommen zwei seitliche Türme am Kirchenschiff. Unter dem kupferplatierten stählernen Helm des Hauptturms befindet sich eine Aussichtsplattform.

## Innenraum
Der Innenraum schafft ein einheitliches neugotisches Dekor, das aus Altären, Kanzel, Beichtstühlen besteht. Der große Hauptaltar der Basilika präsentiert eine lebensgroße Marienstatue aus Zypressenholz von Józef Baltazar Proszowski aus Tschenstochau, Maria trägt in stehender Position Krone und Zepter. Das Retabel zeigt sie umgeben von Gott dem Vater und dem Heiligen Geist sowie den Heiligen Josef, Joachim, Franziskus und Klara und Engeln. Das Marienbildnis wurde nach Genehmigung von Papst Paul VI. am 19. Mai 1968 durch den Primas Stefan Wyszyński und den Krakauer Metropoliten Karol Wojtyła kanonisch gekrönt. Der Innenraum ist weiter mit Gemälden von Michał Kowal und Jan Nyga ausgestattet.
Im Querschiff befinden sich neugotische Altäre: der Altar des hl. Barbara mit Skulpturen von St. Kinga und St. Jadwiga; Herz Jesu mit Skulpturen von Maria und Johannes dem Evangelisten und das Bild der Kreuzigung. In den Kapellen des Chors befindet sich der Altar der Heiligen Jungfrau Maria mit Skulpturen von Gönnern aus ganz Schlesien und ein neugotischer Altar mit einem Bild der Muttergottes von Tschenstochau. 